# Psilopleura vitellina
Psilopleura vitellina là một loài bướm đêm thuộc phân họ Arctiinae, họ Erebidae.